# Kőváry Mihály
Kőváry Mihály (Torda, 1837 – Kolozsvár, 1900. december 17.) ügyvéd, az ügyvédi kamara titkára, vívómester, Kőváry Józsa és Kőváry László testvéröccse.

## Élete
A gimnáziumot szülővárosában és Kolozsvárt az unitáriusoknál végezte; jogot ugyanott a királyi jogakadémián hallgatott. Később pár évig mint a Victoria biztosítótársaság titkára élt Prágában. 1864-ben Angliában és Franciaországban tanulmányozta a vívást. 1868-ban letette az ügyvédi vizsgát Marosvásárhelyen, majd ügyvédi irodát nyitott Kolozsváron, ahol a torna-vívóegylet helyiségében vívóiskolát is nyitott, és mint okleveles vívómester vezette azt. Az 1884-ben alakult Kolozsvári Atlétikai Club (KAC) alelnökeként is tevékenykedett. Az 1893/94-es tanévtől a Kereskedelmi Akadémia új vívótermében tanított kard- és tőrvívást. Egyéb közéleti szerepvállalásai: a kolozsvári ügyvédi kamara titkára, Kolozsvár város bizottságának virilis tagja, unitárius egyházi tanácsos.
Elhunyt 1900. december 17-én délután 2 órakor, örök nyugalomra helyezték 1900. december 19-én délután a unitárius egyház szertartása szerint a kolozsvári köztemetőben.

## Írásai
Cikkei a Vasárnapi Ujságban (1859. Mint lett Barcsay Ákos fejedelem 1658., 1861. Zápolya János király), a Korunkban (1862-67. munkatársa), a Kolozsvári Közlönyben (Kolozsvár vidékéről), a Jogtudományi Közlönyben (1886. Az unitárius házassági perek illetékes biróságának kérdéséhez, 1890. Az unitárius házassági jogról); a Keresztény Magvetőben (1886. Házasságügyi biráskodásunkról) jelentek meg.

## Munkája
- Unitárius egyházi törvény. Kolozsvár, 1889.